# 在日大韓基督教会
在日大韓基督教会（ざいにちだいかんきりすときょうかい、朝鮮語: 재일대한기독교회、英語: The Korean Christian Church in Japan）は、在日韓国人のキリスト教の組織である。

## 歴史

### 初期
1883年（明治16年）に朝鮮人留学生の李樹廷が、霜月町教会（現、日本基督教団芝教会）で洗礼を受ける。朝鮮安息日学校が開設されて、30人あまりの留学生に寄り朝鮮人学校が設立される。その年の暮れにまでに、朝鮮基督教会が設立される。
1906年（明治38年）に東京朝鮮基督教青年会（現、在日本韓国キリスト教青年会）を設立し、留学生を対象に聖書研究会を持ち、日曜日には礼拝を行う。

### 創立・発展
1908年（明治41年）東京教会が設立された。これが、在日韓国基督教会の設立年になっている。1909年（明治42年）韓国長老教会牧師韓錫晋が派遣され伝道を行う。1912年（明治45年）に朝鮮耶蘇教宣教連合会が日本伝道に責任を持つようになり、長老教会と監理教会（メソジスト教会）が3年ごとに牧師を派遣することになる。
1918年（大正7年）に神戸教会と横浜教会、1921年（大正10年）に大阪教会が設立された。1927年（昭和2年）にカナダ長老教会海外宣教部がL・L・ヤングを派遣して、連合して伝道活動を行う。ヤングの協力により、樺太から九州まで75の教会が形成された。

### 戦時中
1939年（昭和14年）日本基督教連盟から脱退を決定する。1940年に長老系の日本基督教会に加入し、1941年には日本基督教団が創立されて、日本基督教会と共に、日本基督教団の第1部に参入する。

### 戦後
1945年（昭和20年）11月に日本基督教団を離脱することになる。現在、関東、中部、関西、西南の4地方会がおかれて、その下に教会が組織されている。
1956年（昭和31年）に日本キリスト教協議会(NCC)に加入する。NCCを通して、世界教会協議会(WCC)のメンバーでもある。また、世界長老教会および改革派教会の所属組織でもある。また、韓国にある大韓イエス教長老会 (合同)、大韓イエス教長老会 (統合)、キリスト長老教会、大韓監理教会と宣教連合会を形成して、韓国から宣教師が派遣されている。
礼拝は基本的にハングルで行なわれているが、ハングル・日本語対照聖書を用い、イヤホンで日本語と同時通訳を行なっていたり、日本語礼拝を行なっている教会もある。少数ながら韓国・朝鮮籍からの帰化ではない日本人信徒もいる。